# Kingfisher (azienda)
Kingfisher plc è una società di grande distribuzione britannica con sede a Londra fondata nel 1982.